# Janków (gmina Łęczyca)
Janków – wieś w Polsce, położona w województwie łódzkim, w powiecie łęczyckim, w gminie Łęczyca.
Wieś Jankowo  należała do dóbr prestymonialnych kapituły kolegiaty łęczyckiej, położona była w powiecie łęczyckim województwa łęczyckiego w końcu XVI wieku. W latach 1975–1998 miejscowość należała administracyjnie do województwa płockiego.
Przez miejscowość przebiega droga wojewódzka nr 703.